# بيدرو سارمينتو
بيدرو سارمينتو (بالإسبانية: Pedro Sarmiento) (26 أكتوبر 1956 - 30 أكتوبر 2024)، هو لاعب ومدرب كرة قدم كولومبي في مركز الوسط، ولد في 26 أكتوبر 1956 في ميديلين في كولومبيا. شارك مع منتخب كولومبيا لكرة القدم. أما مع النوادي، فقد لعب مع أتلتيكو ناسيونال.

## وصلات خارجية
- بيدرو سارمينتو على موقع الاتحاد الدولي (مؤرشف)  (الإنجليزية)
- بيدرو سارمينتو على موقع قاعدة بيانات كرة القدم.إي يو (الإنجليزية)
- بيدرو سارمينتو على موقع ناشيونال فوتبول تيمز (الإنجليزية)
- بيدرو سارمينتو على موقع أوليمبيديا (الإنجليزية)